# Egon Wellesz
Egon Joseph Wellesz (* 21. Oktober 1885 in Wien, Österreich-Ungarn; † 9. November 1974 in Oxford) war ein österreichisch-britischer Komponist und Musikwissenschaftler.

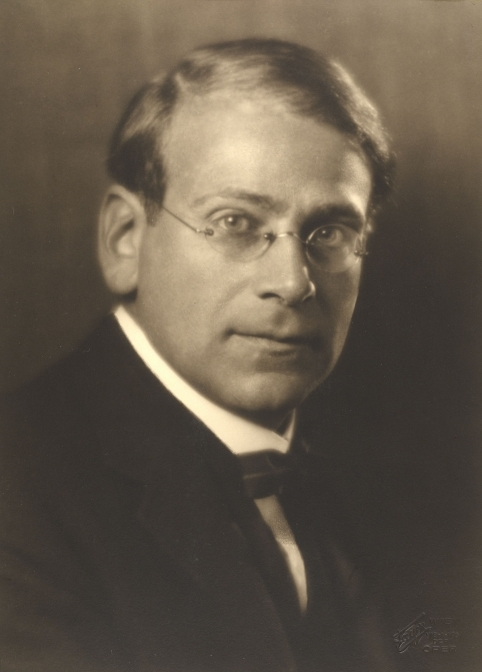
Egon Wellesz 1927, Aufnahme von Georg Fayer

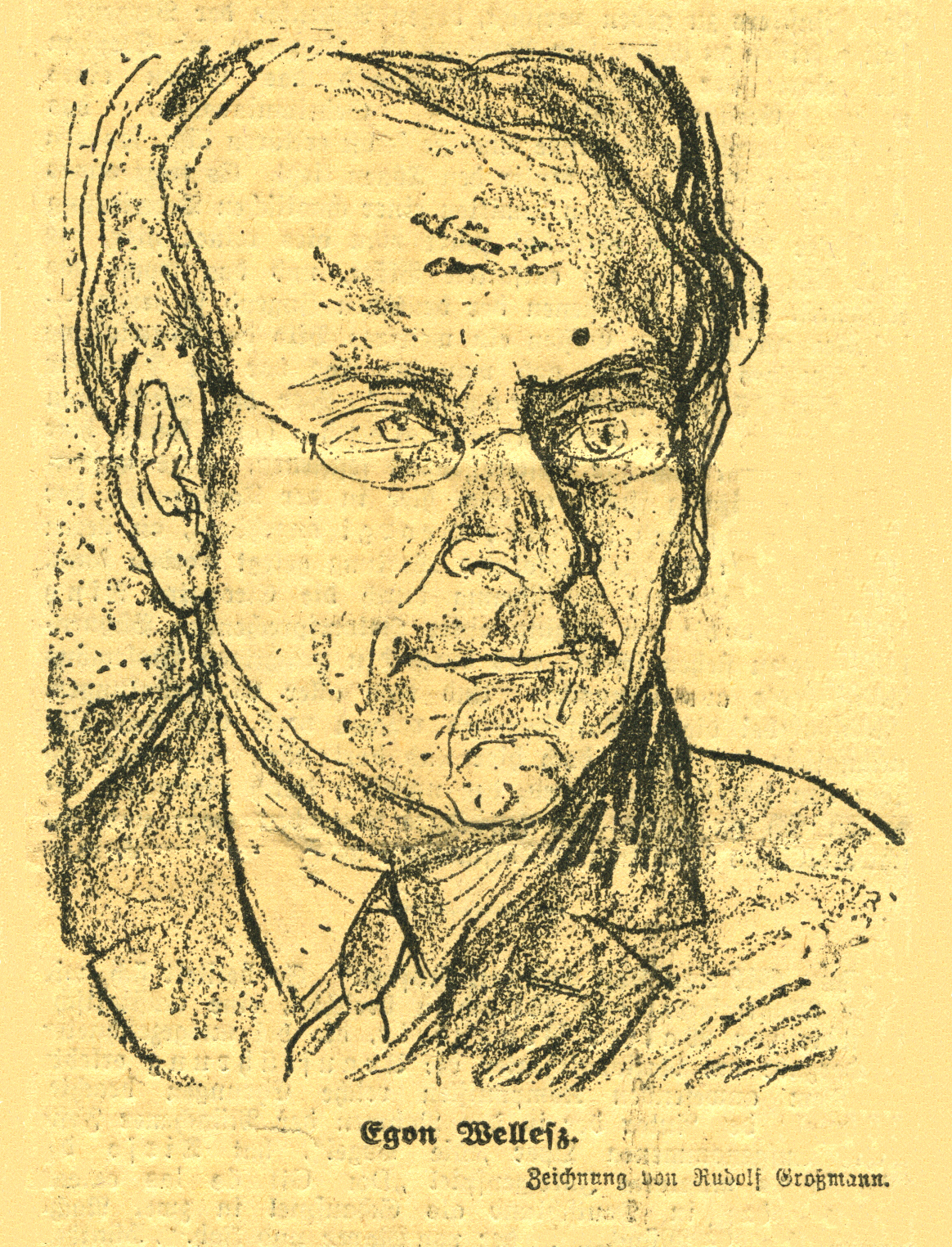
Egon Wellesz 1924, Zeichnung von Rudolf Großmann aus der Vossischen Zeitung

## Leben
Egon Wellesz’ Eltern stammten aus dem ungarischen Teil der Donaumonarchie. Er begann 1904 ein Studium der Rechtswissenschaften an der Universität Wien. Ein Jahr später wechselte er ans Institut für Musikwissenschaft zu Guido Adler. Daneben studierte er zwei Jahre lang Kontrapunkt als einer der ersten Privatschüler Arnold Schönbergs.
Im Jahr 1908 promovierte er bei Guido Adler mit einer Arbeit über den Wiener Komponisten Giuseppe Bonno (1711–1788). Im Rahmen des Projekts Denkmäler der Tonkunst in Österreich gab er die Oper Costanza e fortezza von Johann Joseph Fux neu heraus. Wellesz selbst wurde rasch zu einem angesehenen Experten für Barockoper, wandte sich aber bald darauf der Erforschung der orientalischen, insbesondere der byzantinischen Musik zu und entzifferte erstmals eine mittelalterliche byzantinische Notenschrift. Im Jahr 1920 verfasste er weiters die erste Biografie über Arnold Schönberg. 1922 gründete er gemeinsam mit Rudolf Réti die Internationale Gesellschaft für Neue Musik (IGNM).
Über diese Tätigkeiten unterrichtete er als Dozent am Institut für Musikwissenschaft und von 1911 bis 1915 auch als Lehrer für Musikgeschichte am Wiener Musikkonservatorium. Ab 1929 war er weiters außerordentlicher Professor für Musikwissenschaft an der Universität Wien.
Als Sohn ungarischer Juden war Wellesz bis 1908 jüdischer Konfession. In jenem Jahr trat er aus dem Judentum aus, kehrte aber noch im selben Jahr zurück, um Emilie (Emmy) Stross (1889–1987) heiraten zu können. Ihre beiden Töchter, Magda (1909–2006) und Elisabeth (1912–1995), wurden als Jüdinnen geboren. 1917 kehrte Wellesz der jüdischen Konfession endgültig den Rücken. Als Monarchist und Verfasser von „entarteter“ Musik musste Wellesz 1938 über Amsterdam nach England emigrieren. Hier fand er Gelegenheit zur Mitarbeit am renommierten Grove Dictionary of Music and Musicians, hielt Vorlesungen in Cambridge und wurde mit 1. Januar 1939 als Fellow an das Lincoln College der Universität Oxford berufen, deren Ehrendoktor er bereits 1932 – als erster österreichischer Komponist nach Joseph Haydn – geworden war. Im Jahr 1940 wurde er zusammen mit anderen österreichischen und deutschen Exilanten als Enemy Alien für einige Monate interniert und ins Hutchinson Internment Camp auf die Isle of Man gebracht, konnte danach aber seine Tätigkeit in Oxford fortsetzen.
Nachdem er im Jahr 1946 die britische Staatsbürgerschaft erhalten hatte, wurde er von der Stadt Wien und der Republik Österreich mit mehreren Auszeichnungen geehrt. Dennoch erhielt er nie das Angebot, seinen ehemaligen Posten an der Musikuniversität Wien wieder einzunehmen.

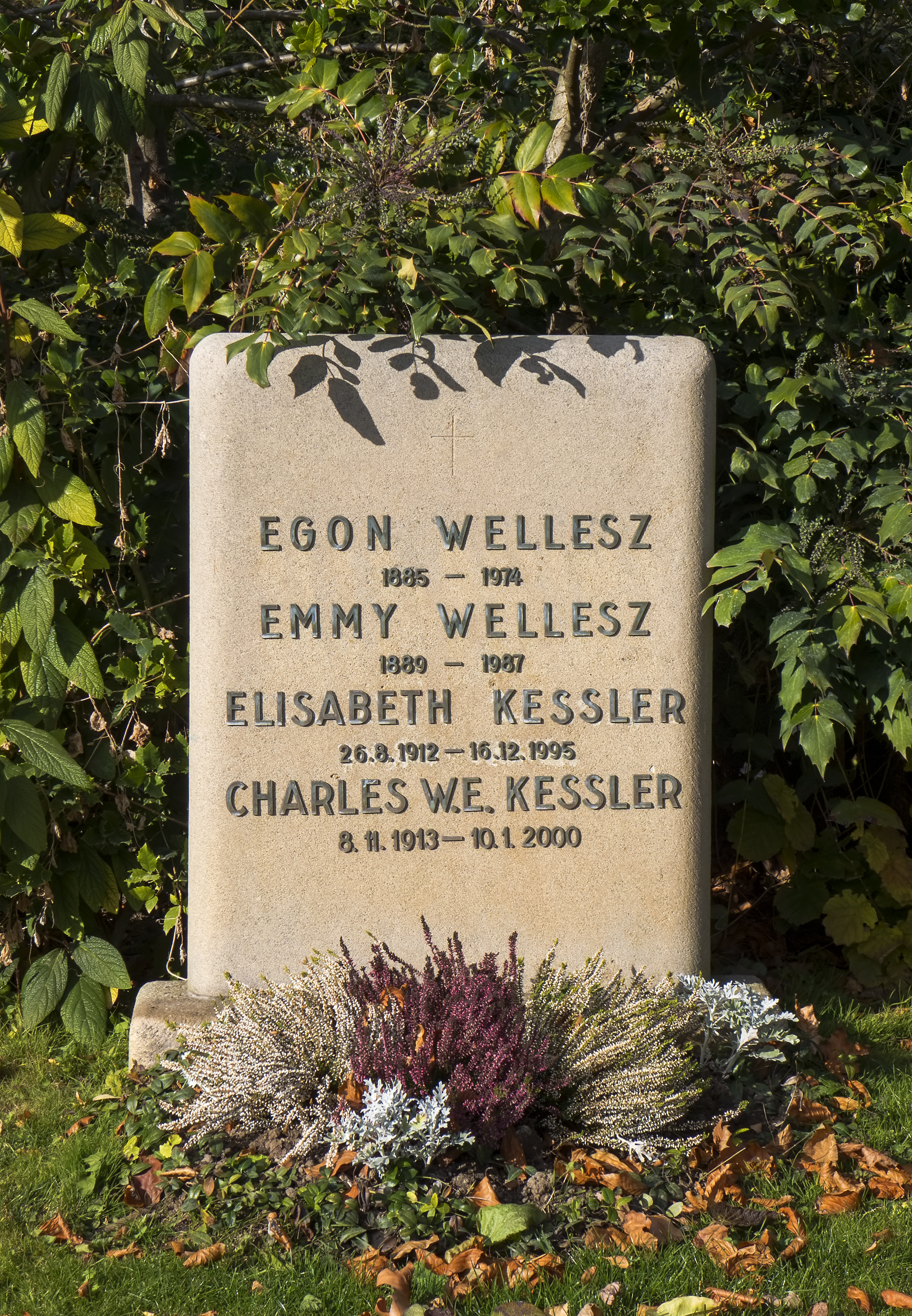
Grab von Egon Wellesz

Ein Schlaganfall am 18. Januar 1972 setzte seinen kreativen Tätigkeiten im Alter von 87 Jahren ein Ende. Er starb in der Nacht vom 8. auf den 9. November 1974 in Oxford, sein Ehrengrab befindet sich auf dem Wiener Zentralfriedhof (Gruppe 32 C, Nummer 38). Seine Witwe kehrte nach Wien zurück, wo sie 1987 starb.

## Gedenken
Oskar Kokoschka fertigte 1911 ein Porträtgemälde von Wellesz. Das Gemälde wurde 1937 in der Galerie Neue Meister zu Dresden unter Nr. 13661 als „entartet“ beschlagnahmt, es findet sich heute im Hirshhorn Museum and Sculpture Garden zu Washington, einer Smithsonian Institution. Oskar Kokoschkas jüngerer Bruder Bohuslav zeichnete 1911 ein Porträt von Wellesz.
Eine Gedenktafel befindet sich in der Kaasgrabengasse 38, 1190 Wien – Döbling. Eine Egon Wellesz-Gasse erinnert in  St. Pölten an den Byzantisten und Komponisten. Ein Teil seines Nachlasses befindet sich in der Musiksammlung der Österreichischen Nationalbibliothek. In der Gesellschaft der Musikfreunde in Wien wurde eine Egon Wellesz Foundation etabliert.

## Auszeichnungen
- 1953: Preis der Stadt Wien für Musik[11]
- 1953: Mitglied der British Academy[12]
- 1957: Commander of the Order of the British Empire
- 1957: Große Silberne Médaille de la Ville de Paris
- 1959: Großes Goldenes Ehrenzeichen für Verdienste um die Republik Österreich
- 1961: Großer Österreichischer Staatspreis für Musik[13]
- 1961: Gregoriusorden, durch Papst Johannes XXIII. verliehen
- 1971: Österreichisches Ehrenzeichen für Wissenschaft und Kunst
- 1971: Ausländisches Mitglied der Serbischen Akademie der Wissenschaften und Künste
- 1973: Ehrenmitglied der Gesellschaft der Musikfreunde in Wien

## Werke
Wellesz’ Schaffen als Komponist umfasst 112 Werke mit Opuszahlen sowie etwa 20 ohne Opuszahl. Er beschäftigte sich mit fast allen Gattungen und komponierte für die Bühne ebenso wie für den Konzertsaal in Form von Orchesterwerken, Solokonzerten, Kammermusik, Klaviermusik, Liedern und Chorwerken.

### Bühnenwerke
- Das Wunder der Diana, op. 18 (1914–1917), Ballett nach Béla Balázs
- Die Prinzessin Girnara, op. 27 (1919–1920), Libretto von Jakob Wassermann
- Persisches Ballett, op. 30 (1920), Ballett nach Ellen Tels
- Achilles auf Skyros, op. 33 (1921), Ballett nach Hugo von Hofmannsthal
- Alkestis, op. 35 (1923), Libretto von Hugo von Hofmannsthal nach Euripides
- Die Nächtlichen. Tanzsinfonien, op. 37 (1923), Ballettszenen nach Max Terpis
- Die Opferung des Gefangenen, op. 40 (1924–1925), Kultisches Drama nach Eduard Stucken
- Scherz, List und Rache, op. 41 (1927), Libretto nach Johann Wolfgang von Goethe
- Die Bakchantinnen, op. 44 (1931), Libretto des Komponisten nach Euripides, Oper in 2 Akten
- Hymne der Agave aus Die Bakchantinnen, op. 44, Konzertbearbeitung vom Komponisten
- Incognita, op. 69 (1950), Libretto von Elizabeth MacKenzie und William Congreve

### Chorwerke
- Drei gemischte Chöre, op. 43 (1930), Text: Angelus Silesius
- Fünf kleine Männerchöre, op. 46 (1932) aus dem Fränkischen Koran von Ludwig Derleth
- Drei geistliche Chöre, op. 47 (1932) für Männerstimmen zu Gedichten aus Mitte des Lebens von Rudolf Alexander Schröder
- Zwei Gesänge, op. 48 (1932) nach Gedichten aus Mitte des Lebens von Rudolf Alexander Schröder
- Quant'è bella Giovinezza, op. 59 (1937), Frottola für Frauenchor
- Carol, 62a (1944) für Frauenchor
- Proprium Missae, Laetare, op. 71 (1953) für Chor und Orgel
- Kleine Messe G-dur, op. 80a (1958) für drei gleiche Stimmen a cappella
- Alleluia, op. 80b (1958) für Sopran oder Tenor solo
- Laus Nocturna, op. 88 (1962)
- Missa brevis, op. 89 (1963) für Chor
- To Sleep, op. 94 (1965) für Chor
- Festliches Präludium, op. 100 (1966) über ein byzantinisches Magnificat für Chor und Orgel

### Orchesterwerke
- Heldensang, op. 2 (1905), symphonischer Prolog für großes Orchester
- Vorfrühling, op. 12 (1912), symphonisches Stimmungsbild für Orchester
- Suite für Orchester, op. 16 (1913)
- Mitte des Lebens, op. 45 (1931–1932), Kantate für Sopran, Chor und Orchester
- Klavierkonzert, op. 49 (1933)
- Amor Timido, op. 50 (1933), Arie für Sopran und kleines Orchester. Text: Pietro Metastasio
- Prosperos Beschwörungen, op. 53 (1934–1936), fünf symphonische Stücke nach William Shakespeares The Tempest
- Lied der Welt, für Sopran und Orchester, op. 54 (1936–1938), Text: Hugo von Hofmannsthal (Salzburger Großes Welttheater, 1921)
- Leben, Traum und Tod, für Alt und Orchester, op. 55 (1936–1937), Text: Hugo von Hofmannsthal
- Schönbüheler Messe C-Dur, op. 58 (1937) für Chor, Orchester und Orgel
- Symphonie Nr. 1, op. 62 (1945)
- Symphonie Nr. 2, op. 65 (1947–1948), Die Englische
- Symphonie Nr. 3, op. 68 (1949–1951)
- Symphonie Nr. 4, op. 70 (1951–1953), Austriaca
- Symphonie Nr. 5, op. 75 (1955–1956)
- Violinkonzert, op. 84 (1961) Dem Geiger Eduard Melkus gewidmet. Als CD 2010 eingespielt von David Frühwirth.
- Four Songs of Return, für Sopran und Kammerorchester, op. 85 (1961) nach Texten von Elizabeth Mackenzie
- Duineser Elegie, op. 90 (1963) für Sopran, Chor und Orchester nach Rainer Maria Rilke
- Ode an die Musik, op. 92 (1965) für Bariton oder Alt und Kammerorchester, Text: Pindar, in freier Nachdichtung von Friedrich Hölderlin
- Symphonie Nr. 6, op. 95 (1965)
- Vision, für Sopran und Orchester, op. 99, (1966), Text: Georg Trakl
- Mirabile Mysterium, op. 101 (1967) für Soli, Chor und Orchester
- Symphonie Nr. 7, op. 102 (1967–1968), Contra torrentem
- Canticum Sapientiae, op. 104 (1968) für Bariton, Chor und Orchester nach Texten des Alten Testaments
- Divertimento für kleines Orchester, op. 107 (1969)
- Symphonischer Epilog, op. 108 (1969)
- Symphonie Nr. 8, op. 110 (1970)
- Symphonie Nr. 9, op. 111 (1970–1971)

### Kammermusik
- Streichquartett Nr. 1, op. 14 (1912)
- Streichquartett Nr. 2, op. 20 (1915–1916)
- Geistliches Lied, op. 23 (1918–1919) für Singstimme, Violine, Viola und Klavier
- Streichquartett Nr. 3, op. 25 (1918)
- Streichquartett Nr. 4, op. 28 (1920)
- Sonate für Violoncello solo, op. 31 (1920)
- Zwei Stücke für Klarinette und Klavier, op. 34 (1922)
- Sonate für Violine solo, op. 36 (1923)
- Suite für Violine und Kammerorchester, op. 38 (1924), Alma Moodie gewidmet
- Sonette der Elizabeth Barrett-Browning, für Sopran und Streichquartett oder Streichorchester, op. 52 (1934)
- Suite für Violoncello solo, op. 39 (1924)
- Suite für Violine und Klavier, op. 56 (1937/1957)
- Suite für Flöte solo, op. 57 (1937)
- Streichquartett Nr. 5, op. 60 (1943)
- The Leaden Echo and the Golden Echo. Lied für Sopran, Klarinette, Violoncello und Klavier, op. 61 (1944). Text: Gerard Manley Hopkins
- Streichquartett Nr. 6, op. 64 (1946)
- Streichquartett Nr. 7, op. 66 (1948)
- Oktett, op. 67 (1948–1949) für Klarinette, Fagott, Horn, zwei Violinen, Viola, Violoncello und Kontrabass
- Sonate für Violine solo, op. 72 (1953/59)
- Suite, op. 73 (1954) für Flöte, Oboe, Klarinette, Horn und Fagott
- Suite für Klarinette solo, op. 74 (1954)
- Suite für Oboe solo, op. 76 (1956)
- Suite für Fagott solo, op. 77 (1957)
- Fanfaren für Horn solo, op. 78 (1957)
- Streichquartett Nr. 8, op. 79 (1957)
- Quintett, op. 81 (1959) für Klarinette, 2 Violinen, Viola und Violoncello
- Streichtrio, op. 86 (1962)
- Rhapsody, für Viola solo, op. 87 (1962)
- Musik für Streichorchester in einem Satz, op. 91 (1964)
- Fünf Miniaturen für Violinen und Klavier, op. 93 (1965)
- Partita in Honorem Johann Sebastian Bach, op. 96 (1965) für Orgel
- Streichquartett Nr. 9, op. 97 (1966)
- Vier Stücke für Streichquartett, op. 103 (1968)
- Vier Stücke für Streichtrio, op. 105 (1969, 2. Fassung 1971)
- Vier Stücke für Streichquintett, op. 109 (1970)
- Präludium für Viola solo, op. 112 (1971)